# Высокова (деревня)
Высокова — бывшая деревня в Пермском крае России. Входила в Березниковский городской округ в рамках организации местного самоуправления и в Усольский район в рамках административно-территориального устройства края.

## Географическое положение
Деревня была расположена в западной части Усольского района, в 17 километрах на запад-юго-запад по прямой от села Берёзовка. 
Климат
Климат умеренно-континентальный с суровой продолжительной зимой и теплым коротким летом. Самый холодный месяц – январь со среднемесячной температурой (-15,7 оС), самый теплый – июль со среднемесячной температурой (+17,4 оС). Продолжительность безморозного периода в среднем составляет 114 дней. Общее число дней с положительной температурой  190. Последний весенний заморозок в среднем наблюдается в конце мая, а первый осенний – в конце второй декады сентября. Среднегодовая температура воздуха по данным города Березники 0,9 оС.

## История
С 2004 до 2018 гг. входила в состав ныне упразднённого Усольского городского поселения Усольского муниципального района.
В 2022 году упразднена как фактически прекратившая существование.

## Население
Постоянное население 1 человек в 2002 году (100% русские), 0 человек в 2010.  